# 藤原遠経
藤原 遠経（ふじわら の とおつね）は、平安時代前期の貴族。藤原北家、権中納言・藤原長良の次男。官位は従四位上・右大弁。陽成天皇の外伯父。

## 経歴
清和朝にて右衛門大尉を経て、貞観8年（866年）従五位下に叙爵。まもなく、太皇太后大進/亮として叔母の太皇太后・藤原順子に仕える。貞観13年（871年）に藤原順子が崩御すると、翌貞観14年（872年）右衛門権佐に任ぜられた。
貞観18年（876年）に甥の陽成天皇が践祚すると、右少弁・近衛少将と文武の要職を務める一方、中宮亮を兼ねて妹の皇太夫人・藤原高子にも仕える。元慶6年（882年）には従四位下・蔵人頭兼権左中弁に叙任された。
元慶8年（884年）に陽成天皇に替わって光孝天皇が即位するも引き続き蔵人頭を務め、仁和2年（886年）6月には右大弁を兼ねるが、公卿昇進はならずに同年8月蔵人頭を辞任した。
その後、従四位上に昇進するが、仁和4年（888年）10月26日卒去。享年54。最終官位は右大弁従四位上。

## 官歴
注記のないものは『日本三代実録』による。
- 時期不詳：正六位上。右衛門大尉
- 貞観8年（866年） 正月7日：従五位下
- 貞観9年（867年） 2月29日：太皇太后宮大進（太皇太后：藤原順子）
- 時期不明：兼美濃権介
- 貞観12年（870年） 8月1日：太皇太后宮亮。12月29日：次侍従
- 貞観14年（872年） 2月29日：右衛門権佐
- 時期不明：従五位上
- 貞観18年（876年） 正月14日?：右少弁[1]
- 貞観19年（877年） 正月10日：兼中宮亮（皇太夫人・藤原高子）
- 時期不明：正五位下
- 元慶2年（878年） 2月15日：左近衛少将、亮如元[2]
- 元慶3年（879年） 日付不詳：兼近江権介。2月29日：兼斎院長官
- 元慶5年（881年） 2月15日?：兼権左中弁[2]。3月8日：止近江権介[2]
- 元慶6年（882年） 正月7日：従四位下。2月：蔵人頭[3]
- 元慶8年（884年） 2月4日：蔵人頭[3]
- 仁和2年（886年） 2月21日：左中弁。6月13日：右大弁。8月：辞蔵人頭[3]
- 時期不明：従四位上
- 仁和4年（888年） 10月26日：卒去（右大弁従四位上）

## 系譜
『尊卑分脈』による。
- 父：藤原長良
- 母：難波淵子 - 従五位下
- 妻：丹墀門成の娘
  - 男子：藤原良範
  - 男子：藤原茂範
- 生母不詳の子女
  - 男子：藤原数範
  - 男子：藤原尚範

承平天慶の乱を起こした藤原純友は良範の子にあたる。一方、尚範は上野介であった時に平将門の襲撃を受けている。